# Ветрове (албум)
„Ветрове“ е студиен албум на Лили Иванова, издаден през 2000 година от звукозаписната компания Shiny World на компактдиск и аудиокасета.
Албумът е записан в студиата REI и SKY и се състои от общо 16 песни. Към едноименната песен „Ветрове“ е заснет видеоклип.

## Екип

### Музиканти
- Китари: Иван Лечев, Цветан Недялков
- Саксофон: Михаил Грозданов
- Устна хармоника: Михаил Шишков
- Соло кларинет във „Ветрове“: Илия Илиев
- Беквокали: Джезабел, „Сладки мечти“, Рози
- Камерен струнен оркестър „Tempi concertati“ с диригент Веселин Байчев
- Струнен оркестър на Русенската филхармония
- Берковската духова музика

### Технически
- Студио REI, тонрежисьор: Александър Попов
- Студио SKY, тонрежисьори: Николай Урумов, Тодор Филков
- Смесване и мастеринг: Тодор Филков
- Музикален консултант: Иван Пеев
- Продуцент: Магомед Геланиевич – Мага

### Други
- Фотограф: Дилян Марков
- Художник: Катерина Христова
- Дизайн: MagicStudio